# ماهر عبد الله
ماهر عبد الله (19 يوليو 1959 - 11 سبتمبر 2004)، هو مذيع فلسطيني سابق في قناة الجزيرة، ومقدم سابق لبرنامج الشريعة والحياة.

## حياته
ولد ماهر عبد الله محمود أحمد يوم 19 يوليو 1959 بإحدى قرى محافظة جنين بالضفة الغربية، وتربى في كنف أسرة فلسطينية متدينة تتكون من أربعة أبناء كان أكبرهم، إضافة إلى ثلاث بنات.
تابع دراسته في المراحل التعليمية الأولى في فلسطين، وبعد احتلال القوات الإسرائيلية الضفة الغربية عام 1967 انتقل إلى مدينة الرصيفة القريبة من الزرقاء في الأردن حيث درس وتخرج من الثانوية هناك. بعد ذلك توجه إلى بريطانيا عام 1979 لدراسة الهندسة الميكانيكية.

## حياته المهنية
في بداية مشواره الإعلامي عمل ماهر عبد الله في الصحافة المكتوبة، وغطى حرب البوسنة لصحيفة الحياة اللندنية، ثم انتقل بعد ذلك للعمل في إم بي سي بالعاصمة البريطانية حيث أشرف على إعداد وتقديم بعض البرامج الحوارية.
في عام 1998 انتقل ماهر عبد الله للعمل في قناة الجزيرة القطرية حيث ارتبط اسمه ببرنامج الشريعة والحياة الذي استضاف فيه عددا من المعنيين بالشأن الديني والسياسي في العالم الإسلامي، إضافة إلى تقديمه برامج حوارية أخرى. قام في عام 2003 بتغطية حرب العراق أثناء الغزو الأمريكي ضمن طاقم قناة الجزيرة في العراق . وكان هو الصوت العربي الذي نقل للعالم سقوط بغداد في 9 أبريل 2003.

## الحياة الشخصية
تزوج في بريطانيا إحدى قريباته التي أقامت هناك وله منها أسامة ورباب وضحى. عمل ابنه أسامة صحفيا في موقع الجزيرة نت وتوفي هو أيضا في حادث مرور في الدوحة بقطر في 2010.

## وفاته
في مساء يوم السبت 27 رجب 1425هـ الموافق 11 سبتمبر 2004 تعرض ماهر عبد الله لحادث مروري في الدوحة بقطر أدى إلى وفاته وإصابة مرافقه بالسيارة المفكر والأكاديمي بشير نافع.